# All Things Must Pass
All Things Must Pass är George Harrisons tredje studioalbum, utgivet den 27 november 1970. Det producerades Phil Spector. Albumet släpptes ursprungligen som trippel-LP. De två första skivorna bestod av konventionella rock- och poplåtar, medan den tredje innehöll långa jamsessioner. Många av låtarna på det här albumet skrev Harrison under sin tid med The Beatles från 1966 och framåt. Den inledande låten "I'd Have You Anytime" skrev Harrison tillsammans med Bob Dylan 1968, då han besökte Dylan och The Band i New York. "My Sweet Lord" och "What Is Life" släpptes som singlar från skivan. Albumet listades som nummer 433 i magasinet Rolling Stones lista The 500 Greatest Albums of All Time. År 2001 gavs skivan ut i en nymixad utgåva med ett nytt omslag och i dagsläget är det bara den utgåvan som finns att få tag i kommersiellt, förutom den vinylutgåva, som släpptes den 1 december 2010.

## Låtlista

### Ursprungliga LP:n
Alla låtar är skrivna och komponerade av George Harrison om inget annat anges. 
| 1. | I'd Have You Anytime         | George Harrison, Bob Dylan |                                                                                               | 2:56 |
| 2. | My Sweet Lord                |                            | Harrison blev åtalad på våren 1971 för att låten hade väldiga likheter med låten He's So Fine | 4:38 |
| 3. | Wah-Wah                      |                            |                                                                                               | 5:35 |
| 4. | Isn't It a Pity" (Version 1) |                            |                                                                                               | 7:08 |

| 1. | What Is Life            |       |                                                                            | 4:22 |
| 2. | If Not for You          | Dylan |                                                                            | 3:29 |
| 3. | Behind That Locked Door |       | Harrison skrev låten för Bob Dylan efter hans uppträdande på Isle of Wight | 3:05 |
| 4. | Let It Down             |       |                                                                            | 4:57 |
| 5. | Run of the Mill         |       |                                                                            | 2:49 |

| 1. | Beware of Darkness                        |  |                                                                                | 3:48 |
| 2. | Apple Scruffs                             |  | Skriven om de hysteriska beatlesfansen som kallades "Apple Scruffs"            | 3:04 |
| 3. | Ballad of Sir Frankie Crisp (Let It Roll) |  | Sir Frankie Crisp var den ursprungliga ägaren av Harrisons herrgård Friar Park | 3:46 |
| 4. | Awaiting on You All                       |  |                                                                                | 2:45 |
| 5. | All Things Must Pass                      |  |                                                                                | 3:44 |

| 1. | I Dig Love                   |  |                                        | 4:55 |
| 2. | Art of Dying                 |  | Harrison hade skrivit låten redan 1966 | 3:37 |
| 3. | Isn't It a Pity" (Version 2) |  |                                        | 4:45 |
| 4. | Hear Me Lord                 |  |                                        | 5:46 |

| 1. | Out of the Blue        | Jim Gordon, Carl Radle, Bobby Whitlock, Eric Clapton, Gary Wright, Harrison, Jim Price, Bobby Keys, Al Aronowitz | | 11:14 |
| 2. | It's Johnny's Birthday | Bill Martin, Phil Coulter                                                                                        | Baserad på låten "Congratulations". Inspelad augusti 1970 med Ringo Starr och framförd åt John Lennon den 9 oktober på hans 30:e födelsedag | 0:49  |
| 3. | Plug Me In             | Gordon, Radle, Whitlock, Clapton, Dave Mason, Harrison                                                           | | 3:18  |

| 1. | I Remember Jeep          | Ginger Baker, Klaus Voormann, Billy Preston, Clapton, Harrison | "Jeep" var Eric Claptons hund som blev stulen | 8:07 |
| 2. | Thanks for the Pepperoni | Gordon, Radle, Whitlock, Clapton, Mason, Harrison              |                                               | 5:31 |

### 2001 års CD-remaster
Alla låtar är skrivna och komponerade av George Harrison om inget annat anges. 
| 1.  | I'd Have You Anytime         | George Harrison, Bob Dylan |                                                                                             | 2:56 |
| 2.  | My Sweet Lord                |                            |                                                                                             | 4:38 |
| 3.  | Wah-Wah                      |                            |                                                                                             | 5:35 |
| 4.  | Isn't It a Pity" (Version 1) |                            |                                                                                             | 7:08 |
| 5.  | What Is Life                 |                            |                                                                                             | 4:22 |
| 6.  | If Not for You               | Dylan                      |                                                                                             | 3:29 |
| 7.  | Behind That Locked Door      |                            |                                                                                             | 3:05 |
| 8.  | Let It Down                  |                            |                                                                                             | 4:57 |
| 9.  | Run of the Mill              |                            |                                                                                             | 2:49 |
| 10. | I Live For You               |                            | Inspelad 1970 med pålägg från 2000                                                          | 3:35 |
| 11. | Beware of Darkness           |                            | Akustisk version som är inspelad 27 maj 1970                                                | 3:19 |
| 12. | Let it Down                  |                            | Akustisk version som är inspelad 27 maj 1970, även med en pålagd keyboard som lades på 2000 | 3:54 |
| 13. | What Is Life                 |                            | En tidig mix av låten från den 9 augusti 1970                                               | 4:27 |
| 14. | My Sweet Lord (2000)         |                            | En ny remix med nya sångspår (från 2000) av den gamla hiten från 1970.                      | 4:57 |

| 1.  | Beware of Darkness                        |                                                                                              |                                    | 3:48  |
| 2.  | Apple Scruffs                             |                                                                                              |                                    | 3:04  |
| 3.  | Ballad Of Sir Frankie Crisp (Let It Roll) |                                                                                              |                                    | 3:46  |
| 4.  | Awaiting On You All                       |                                                                                              |                                    | 2:45  |
| 5.  | All Things Must Pass                      |                                                                                              |                                    | 3:44  |
| 6.  | I Dig Love                                |                                                                                              |                                    | 4:55  |
| 7.  | Art Of Dying                              |                                                                                              |                                    | 3:37  |
| 8.  | Isn't It A Pity (Version 2)               |                                                                                              |                                    | 4:45  |
| 9.  | Hear Me Lord                              |                                                                                              |                                    | 5:46  |
| 10. | It's Johnny's Birthday                    | Bill Martin, Phil Coulter                                                                    | Baserad på låten "Congratulations" | 0:49  |
| 11. | Plug Me In                                | Carl Radle, Eric Clapton, Jim Gordon, Harrison, Dave Mason, Bobby Whitlock                   |                                    | 3:18  |
| 12. | I Remember Jeep                           | Ginger Baker, Clapton, Harrison, Billy Preston, Klaus Voormann                               |                                    | 8:07  |
| 13. | Thanks For The Pepperoni                  | Clapton, Gordon, Harrison, Mason, Radle, Whitlock                                            |                                    | 5:31  |
| 14. | Out Of The Blue                           | Al Aronowitz, Clapton, Gordon, Harrison, Bobby Keys, Jim Price, Radle, Whitlock, Gary Wright |                                    | 11:16 |

## Medverkande
- George Harrison — sång, gitarr, munspel
- Eric Clapton — gitarr
- Carl Radle — elbas
- Klaus Voormann — elbas
- Dave Mason — gitarr
- Bobby Whitlock — keyboard
- Ringo Starr — trummor, slagverk
- Jim Gordon — trummor, slagverk
- Phil Collins — trummor, slagverk
- Peter Frampton — gitarr
- Bobby Keys — tenorsaxofon
- Billy Preston — keyboard
- Gary Wright — keyboard
- Gary Brooker — keyboard
- Alan White — trummor, slagverk
- Ginger Baker — trummor, slagverk
- Pete Drake — Pedal steel guitar
- Jim Price — trumpet
- Badfinger — Kompgitarr, slagverk
- Dhani Harrison — Rhodes-piano och kör (på "I Live For You" och "My Sweet Lord (2000)")
- Ray Cooper — Tamburin (på "My Sweet Lord (2000)")
- Sam Brown — kör (på "My Sweet Lord (2000)

## Listplaceringar
| Lista (1970-1971) | Position            |
| ----------------- | ------------------- |
| Australien        | 1 (Go Set)          |
| Finland           | 9                   |
| Japan             | 4 (Oricon)          |
| Kanada            | 1 (RPM)             |
| Nederländerna     | 1                   |
| Norge             | 1 (VG-lista)        |
| Storbritannien    | 1 (UK Albums Chart) |
| Sverige           | 3* (Kvällstoppen)   |
| USA               | 1 (Billboard 200)   |
| Västtyskland      | 10                  |